# Данія на літніх Олімпійських іграх 1908
Данія на літніх Олімпійських іграх 1908 року, які проходили у Лондоні, була представлена 78 спортсменами (усі чоловіки) у 8  видах спорту. Прапороносцем на церемонії відкриття Олімпіади став плавець Оге Гольм. Данські атлети вибороли 5 медалей: дві срібні та 3 бронзові. Данія посіла 16-те загальнокомандне місце.

## Медалісти
| Медаль | Спортсмени | Вид спорт | Дисципліна                          |
| ------ | --- | --------- | ----------------------------------- |
| Срібло | Людвіґ Дрешер Чарльз Бухвальд Гаральд Гансен Гаральд Бор Крістіан Міддельбю Нільс Міддельбю Оскар Нільсен-Нерланд Авґуст Ліндґрен Софус Нільсен Вільгельм Вольфгаґен Бйорн Расмуссен | Футбол    |                                     |
| Срібло | Людвіг Дам | Плавання  | 100 м на спині                      |
| Бронза | Андерс Андерсен | Боротьба  | греко-римська боротьба, до 73 кг    |
| Бронза | Карл Єнсен | Боротьба  | греко-римська боротьба, до 93 кг    |
| Бронза | Серен Єнсен | Боротьба  | греко-римська боротьба, понад 93 кг |

## Учасники
| Вид спорту           | Чоловіки | Жінки | Разом |
| -------------------- | -------- | ----- | ----- |
| Легка атлетика       | 8        | 0     | 8     |
| Бокс                 | 2        | 0     | 2     |
| Боротьба             | 11       | 0     | 11    |
| Спортивна гімнастика | 24       | 0     | 24    |
| Плавання             | 5        | 0     | 5     |
| Стрільба             | 9        | 0     | 9     |
| Фехтування           | 8        | 0     | 8     |
| Футбол               | 13       | 0     | 13    |
| Разом                | 78       | 0     | 78    |

## Бокс
| Спортсмен          | Дисципліна | 1/16 фіналу               | Чвертьфінал     | Півфінал        | Фінал           | Фінал |
| Спортсмен          | Дисципліна | Противник/ Бали           | Противник/ Бали | Противник/ Бали | Противник/ Бали | Місце |
| ------------------ | ---------- | ------------------------- | --------------- | --------------- | --------------- | ----- |
| Геммінг Гансен     | до 63,5 кг | Гаррі Джонсон (GBR) L 0:2 | Не пройшов      | Не пройшов      | Не пройшов      | =7    |
| Вальдемар Гольберг | до 63,5 кг | Метт Веллс (GBR) L 1:2    | Не пройшов      | Не пройшов      | Не пройшов      | =7    |

## Боротьба
Греко-римська боротьба
| Спортсмен          | Дисципліна  | 1/32 фіналу                  | 1/16 фіналу               | Чвертьфінал                | Півфінал                   | Фінал                  | Фінал |
| Спортсмен          | Дисципліна  | Супротивник/ Результат       | Супротивник/ Результат    | Супротивник/ Результат     | Супротивник/ Результат     | Супротивник/ Результат | Місце |
| ------------------ | ----------- | ---------------------------- | ------------------------- | -------------------------- | -------------------------- | ---------------------- | ----- |
| Андерс Меллер      | до 66,6 кг  | Альберт Віттінгсталл (GBR) W | Джордж Фолкнер (GBR) W    | Арво Лінден (FIN) L        | не пройшов                 | не пройшов             | =5    |
| Карл Карлсен       | до 66,6 кг  | Фернан Стінс (BEL) W         | Арво Лінден (FIN) L       | не пройшов                 | не пройшов                 | не пройшов             | =9    |
| Крістіан Карлсен   | до 66,6 кг  | Альберт Гокінс (GBR) L       | не пройшов                | не пройшов                 | не пройшов                 | не пройшов             | =17   |
| Йоганнес Еріксен   | до 73 кг    | bye                          | Едгар Бекон (GBR) W       | Мауріц Андерссон (SWE) L   | не пройшов                 | не пройшов             | =5    |
| Андерс Андерсен    | до 73 кг    | bye                          | Якобус Лоренц (NED) W     | Яап Белмер (NED) W         | Фрітьоф Мортенссон (SWE) L | bye                    | 3     |
| Аксель Ларссон     | до 73 кг    | Герріт Дуйм (NED) W          | Аарон Лелі (NED) W        | Фрітьоф Мортенссон (SWE) L | не пройшов                 | не пройшов             | =5    |
| Гаральд Крістенсен | до 93 кг    | Фріц Ларссон (SWE) L         | не пройшов                | не пройшов                 | не пройшов                 | не пройшов             | =17   |
| Генрі Нільсен      | до 93 кг    | Юрьйо Саарела (SWE) L        | не пройшов                | не пройшов                 | не пройшов                 | не пройшов             | =17   |
| Карл Єнсен         | до 93 кг    | bye                          | Лендерт ван Остен (NED) W | Альфред Бенбрук (GBR) W    | Юрьйо Саарела (SWE) L      | Уго Пайр (HUN) W       | 3     |
| Карл Єнсен         | понад 93 кг | Н/Д                          | Н/Д                       | Ріхард Вейс (HUN) L        | не пройшов                 | не пройшов             | =5    |
| Серен Єнсен        | понад 93 кг | Н/Д                          | Н/Д                       | bye                        | Ріхард Вейс (HUN) L        | Уго Пайр (HUN) W       | 3     |

## Легка атлетика
Трекові і шосейні дисципліни

| Спортсмен         | Дисципліна                | Гіт  | Гіт   | Півфінал     | Півфінал     | Фінал      | Фінал      |
| Спортсмен         | Дисципліна                | Час  | Місце | Час          | Місце        | Час        | Місце      |
| ----------------- | ------------------------- | ---- | ----- | ------------ | ------------ | ---------- | ---------- |
| Аксель Петерсен   | 100 метрів                | 10,5 | 2     | не пройшов   | не пройшов   | не пройшов | не пройшов |
| К'єльд Нільсен    | 1500 метрів               | Н/Д  | Н/Д   | нема даних   | 6            | не пройшов | не пройшов |
| К'єльд Нільсен    | 5 миль                    | Н/Д  | Н/Д   | 27:04.8      | 4            | не пройшов | не пройшов |
| Юліус Йоргенсен   | 5 миль                    | Н/Д  | Н/Д   | 28:08.8      | 3            | не пройшов | не пройшов |
| Юліус Йоргенсен   | марафон                   | Н/Д  | Н/Д   | Н/Д          | Н/Д          | 3:47:44.0  | 23         |
| Руді Гансен       | марафон                   | Н/Д  | Н/Д   | Н/Д          | Н/Д          | 3:53:15.0  | 26         |
| Арне Гейме        | спортивна ходьба, 3500 м  | Н/Д  | Н/Д   | 17:23.4      | 6            | не пройшов | не пройшов |
| Чарльз Вестергорд | спортивна ходьба, 3500 м  | Н/Д  | Н/Д   | 17:07.0      | 2            | 17:21.8    | 6          |
| Арне Гейме        | спортивна ходьба, 10 миль | Н/Д  | Н/Д   | не фінішував | не фінішував | не пройшов | не пройшов |
| Чарльз Вестергорд | спортивна ходьба, 10 миль | Н/Д  | Н/Д   | не фінішував | не фінішував | не пройшов | не пройшов |

Польові дисципліни
| Спортсмен      | Дисципліна                | Фінал      | Фінал |
| Спортсмен      | Дисципліна                | Відстань   | Місце |
| -------------- | ------------------------- | ---------- | ----- |
| Свенд Лангк'яр | стрибки у довжину з місця | нема даних | 8-25  |
| Свенд Лангк'яр | стрибки у висоту з місця  | 1.42       | =8    |
| Гаральд Аггер  | штовхання молота          | нема даних | 10-19 |

## Плавання
| Спортсмен                                             | Дисципліна                             | Гіт        | Гіт   | Півфінал   | Півфінал   | Фінал      | Фінал      |
| Спортсмен                                             | Дисципліна                             | Час        | Місце | Час        | Місце      | Час        | Місце      |
| ----------------------------------------------------- | -------------------------------------- | ---------- | ----- | ---------- | ---------- | ---------- | ---------- |
| Гаральд Клем                                          | 100 м вільним стилем                   | нема даних | 3-6   | не пройшов | не пройшов | не пройшов | не пройшов |
| Гаральд Клем                                          | 200 м брасом                           | нема даних | 3     | не пройшов | не пройшов | не пройшов | не пройшов |
| Поуль Гольм                                           | 100 м вільним стилем                   | нема даних | 3-5   | не пройшов | не пройшов | не пройшов | не пройшов |
| Г'яльмар Саксторф                                     | 100 м вільним стилем                   | нема даних | 4-5   | не пройшов | не пройшов | не пройшов | не пройшов |
| Г'яльмар Саксторф                                     | 400 м вільним стилем                   | нема даних | 4-5   | не пройшов | не пройшов | не пройшов | не пройшов |
| Оге Гольм                                             | 400 м вільним стилем                   | 8:08.8     | 2     | не пройшов | не пройшов | не пройшов | не пройшов |
| Людвіґ Дам                                            | 100 м на спині                         | 1:26.4     | 2 q   | нема даних | 2 Q        | 1:26.6     | 2          |
| Поуль Гольм Гаральд Клем Людвіґ Дам Г'яльмар Саксторф | естафета вільним стилем 4 × 200 метрів | Н/Д        | Н/Д   | 12:53.0    | 2          | не пройшли | не пройшли |

## Спортивна гімнастика
| Спортсмени | Дисципліна             | Фінал | Фінал |
| Спортсмени | Дисципліна             | Бали  | Місце |
| --- | ---------------------- | ----- | ----- |
| Карл Андерсен, Ганс Бредмозе, Єнс Кієвіц, Арвор Гансен, Крістіан Гансен, Інгвардт Гансен, Ейнар Германн, Кнуд Гольм, Поуль Гольм, Олуф Густед-Нільсен, Чарльз Єнсен , Горм Єнсен, Гендрік Йогансен, Гаральд Клем, Роберт Медсен, Вігго Меуленграхт-Мадсен, Лукас Нільсен, Олуф Ольссон, Нільс Петерсен, Ніколай Філіпсен, Гендрік Расмуссен, Віктор Расмуссен, Маріус Тюсен, Нільс Турін-Нільсен | командне багатоборство | 378   | 4     |

## Стрільба
| Спортсмен                                                                                              | Дисципліна                              | Фінал     | Фінал |
| Спортсмен                                                                                              | Дисципліна                              | Результат | Місце |
| --- | --------------------------------------- | --------- | ----- |
| Ларс Мадсен                                                                                            | довільна гвинтівка, 300 метрів          | 813       | 14    |
| Крістіан Педерсен                                                                                      | довільна гвинтівка, 300 метрів          | 780       | 18    |
| Ганс Шульц                                                                                             | довільна гвинтівка, 300 метрів          | 769       | 21    |
| Нільс Лаурсен                                                                                          | довільна гвинтівка, 300 метрів          | 712       | 33    |
| Поуль Лібст                                                                                            | довільна гвинтівка, 300 метрів          | 645       | 42    |
| Нільс Крістіан Крістенсен                                                                              | довільна гвинтівка, 300 метрів          | 501       | 48    |
| Лоренц Єнсен                                                                                           | довільна гвинтівка, 300 метрів          | 321       | 51    |
| Нільс Андерсен Ларс Йорген Мадсен Оле Ольсен Крістіан Крістенсен Крістіан Педерсен Ганс Крістіан Шульц | довільна гвинтівка, 300 метрів, команди | 4543      | 4     |
| Нільс Андерсен Крістіан Крістенсен Лорентс Єнсен Нільс Лаурсен Юліус Гіллеманн-Єнсен Оле Олсен         | армійська гвинтівка, команди            | 1909      | 8     |

## Фехтування
Індивідуальні змагання
| Лауріц Крістіан Оструп | шпага | 5                                 | 1   | 1 Q  | 3              | 1          | 1 Q        | 2          | 5          | 6          | не пройшов | не пройшов | не пройшов |            |            |            |
| Герберт Сандер         | шпага | 2                                 | 4   | 4    | не пройшов     | не пройшов | не пройшов | не пройшов | не пройшов | не пройшов | не пройшов | не пройшов | не пройшов | не пройшов | не пройшов | не пройшов |
| Ейнар Левісон          | шпага | 3                                 | 2   | 2 Q  | 0              | 4          | 5          | не пройшов | не пройшов | не пройшов | не пройшов | не пройшов | не пройшов | не пройшов | не пройшов | не пройшов |
| Отто Беккер            | шпага | 3 дод.раунд: 2 2-ий дод. раунд: 1 | 4 2 | =2 4 | не пройшов     | не пройшов | не пройшов | не пройшов | не пройшов | не пройшов | не пройшов | не пройшов | не пройшов | не пройшов | не пройшов | не пройшов |
| Іван Осієр             | шпага | 4                                 | 3   | 2 Q  | 2 дод.раунд: 0 | 2 1        | =2 3       | не пройшов | не пройшов | не пройшов | не пройшов | не пройшов | не пройшов | не пройшов | не пройшов | не пройшов |
| Франц Йоргенсен        | шпага | 2                                 | 4   | 5    | не пройшов     | не пройшов | не пройшов | не пройшов | не пройшов | не пройшов | не пройшов | не пройшов | не пройшов | не пройшов | не пройшов | не пройшов |
| Лауріц Крістіан Оструп | шабля | 4                                 | 1   | 1 Q  | 2              | 1          | 1 Q        | 3          | 4          | 6          | не пройшов | не пройшов | не пройшов |            |            |            |
| Гаральд Кренчель       | шабля | 1                                 | 3   | 5    | не пройшов     | не пройшов | не пройшов | не пройшов | не пройшов | не пройшов | не пройшов | не пройшов | не пройшов | не пройшов | не пройшов | не пройшов |
| Ейнар Шварц-Нільсен    | шабля | 2                                 | 1   | 1 Q  | 0              | 3          | 4          | не пройшов | не пройшов | не пройшов | не пройшов | не пройшов | не пройшов | не пройшов | не пройшов | не пройшов |

Командні змагання
| Склад команди | Дисципліна     | Плей-матч | Плей-матч | Раунд 1       | Раунд 1   | Півфінал   | Півфінал   | Додатковий раунд      | Додатковий раунд | Фінал за срібло | Фінал за срібло | Фінал      | Фінал      | Фінал |
| Склад команди | Дисципліна     | Суперник  | Результат | Суперник      | Результат | Суперник   | Результат  | Суперник              | Результат        | Суперник        | Результат       | Суперник   | Результат  | Місце |
| --- | -------------- | --------- | --------- | ------------- | --------- | ---------- | ---------- | --------------------- | ---------------- | --------------- | --------------- | ---------- | ---------- | ----- |
| Ейнар Левісон (всі) Іван Осієр (всі) Лауріц Крістіан Оструп (1 раунд) Герберт Сандер (всі) Отто Беккер (дод. раунд) | командна шпага | Bye       | Bye       | Франція (FRA) | 6:10 L    | не пройшли | не пройшли | Велика Британія (GBR) | 8:9L             | не пройшли      | не пройшли      | не пройшли | не пройшли | 4     |

## Футбол
| Склад команди | Раунд 1     | Раунд 1   | Півфінал    | Півфінал  | Фінал за бронзу | Фінал за бронзу | Фінал           | Фінал     | Фінал |
| Склад команди | Суперник    | Результат | Суперник    | Результат | Суперник        | Результат       | Суперник        | Результат | Місце |
| --- | ----------- | --------- | ----------- | --------- | --------------- | --------------- | --------------- | --------- | ----- |
| Людвіґ Дрешер Чарльз Бухвальд Гаральд Гансен Гаральд Бор Крістіан Міддельбю Нільс Міддельбю Оскар Нільсен-Нерланд Авґуст Ліндґрен Софус Нільсен Вільгельм Вольфгаґен Бйорн Расмуссен | Франція-«B» | 9:0 W     | Франція-«А» | 17:1 W    | Bye             | Bye             | Велика Британія | 0:2 L     | 2     |